# Batalla de Crête-à-Pierrot
La Batalla de Crête-à-Pierrot fue una gran batalla durante la revolución haitiana que tuvo lugar del 4 al 24 de marzo de 1802.

## Historia
La batalla tuvo lugar en el fuerte de Crête-à-Pierrot (en criollo haitiano Lakrèt-a-Pyewo ), al este de San Marcos en el valle del río Artibonite. El ejército colonial francés, formado por 2.000 hombres dirigidos por el general Charles Leclerc, bloqueó el fuerte, que estaba defendido por los rebeldes haitianos de Jean-Jacques Dessalines. El fuerte era estratégicamente importante ya que controlaba el acceso a las montañas Cahos. Con sus suministros de alimentos y municiones agotados, los rebeldes de Dessalines forzaron el bloqueo francés y escaparon a las montañas. Aquí, las fuerzas de Dessalines masacraron a muchos civiles franceses y luego recuperaron el control del fuerte de Crête-à-Pierrot el 11 de marzo.
El 12 de marzo, las fuerzas francesas intentaron hacerse con el control del fuerte, pero fracasaron; Las fuerzas francesas de Jean Boudet sufrieron pérdidas de 480 y las fuerzas de Dessalines sufrieron pérdidas de 200-300. Otro intento el 22 de marzo provocó la muerte de 300 franceses. El 24 de marzo, las fuerzas de Dessalines abandonaron el fuerte en la noche debido a sus grandes pérdidas y los franceses tomaron el control. Los franceses habían sufrido grandes pérdidas, incluida la muerte del general Charles Dugua. Alexandre Pétion, un general haitiano mestizo aliado francés hasta el 13 de octubre, había jugado un papel importante cuando desplegó su cañón en una colina que dominaba el fuerte.
Después de la batalla, Dessalines juró temporalmente lealtad a Francia y unió sus fuerzas con las de Leclerc, lo que llevó a Toussaint Louverture, el líder haitiano, a aceptar rendirse en mayo. Aunque fue una derrota para los haitianos, la batalla demostró sus cualidades de lucha y demostró que podían causar bajas significativas a las fuerzas europeas regulares. Cuando la enfermedad del vómito negro incapacitó a gran parte del ejército francés, Dessalines volvió una vez más al campo, ahora como líder de las fuerzas haitianas tras el arresto y la muerte de Louverture, y la historia de la obstinada resistencia de los haitianos en La Crête à Pierrot ayudó a dar confianza a sus tropas.